# Third party
Third Party är en brittisk elektronisk musikduo, bestående av Jonnie Macaire och Harry Bass. De är för närvarande bosatta i London, Storbritannien, och är signade av Size Records.
Deras låt "Lights", med Steve Angello, blev snabbt populär och fick även vara med i Swedish House Mafias musikalbum "Until Now". Lights spelades även av Swedish House Mafia live. Andra höjdpunkter i deras karriär är liveuppträdanden på Creamfields festival, långa USA-turnéer och egen mix på BBC Radio 1.

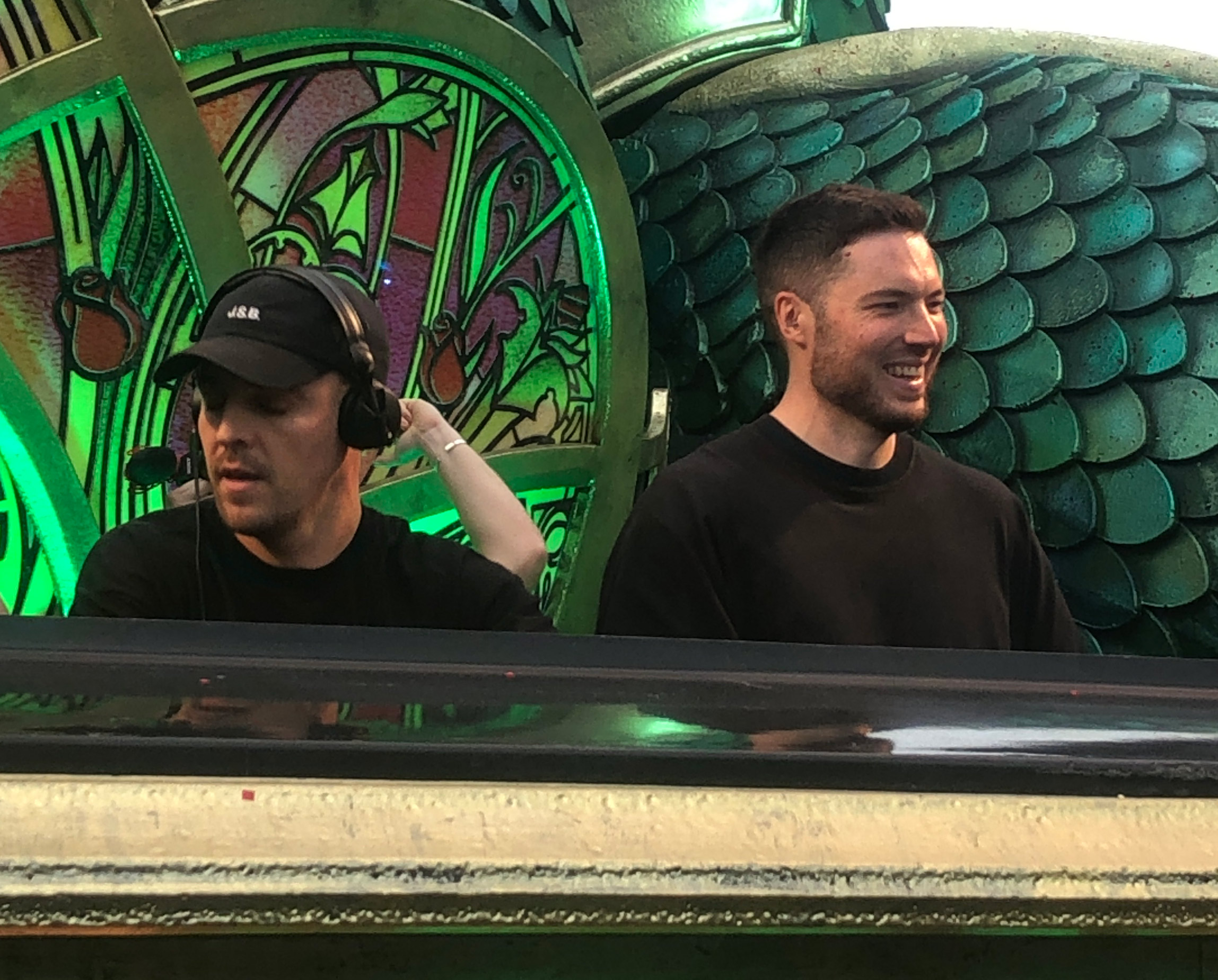
Third Party (Tomorrowland 2023).

De har släppt remixer på bl.a. Swedish House Mafias singel "Save The World", Red Hot Chili Peppers "Otherside" och Tiësto's "What Can We Do (A Deeper Love)".
Den 17 maj 2014 uppträdde de på festivalen Size In The Park i Kungsträdgården i Stockholm, vilket livesändes genom Viaplay.
Andra artister på festivalen var Steve Angello, AN21, Qulinez och Dimitri Vangelis & Wyman.

## Diskografi
- 2014 Everyday Of My Life

Third Party, Tomorrowland 2023

- 2014 Nobody To Love (Third Party Remix)
- 2013 Otherside (Third Party Remix)
- 2012 Lights (Med Steve Angello)
- 2012 Feel
- 2012 Thank You
- 2012 What Can We Do (A Deeper Love) (Third Party Remix)
- 2011 Save The World (Third Party Remix)
- 2011 Duel
- 2011 Release

## Viktiga spelningar
- 2014 Size In The Park, Stockholm
- 2014 Decade party (Size Matters) , Miami
- 2013 Size In The Park, New York
- 2013 Creamfields Peru , Lima
- 2013 Creamfields Buenos Aires , Argentina
- 2013 Creamfields UK , Liverpool
- 2013 Ministry Of Sound , London
- 2013 Size In The Park , Glasgow
- 2012 Size In The Park , New York
- 2012 Creamfields UK , Liverpool
- 2011 Ministry Of Sound , London